# Нектарий Битолски
Нектарий Битолски или Карейски (на гръцки: Όσιος Νεκτάριος ο Καρεώτης) е източноправославен светец.

## Биография
Нектарий е роден в Битоля, тогава в Османската империя със светското име Никола в българско християнско семейство в 1406 или 1420 година. След като баща му става монах под името Пахомий, го взима със себе си заедно с брат му в манастира „Свети Безсребреници“. След това Николай отива в Света гора и се замонашва под името Нектарий. Там води аскетичен живот и се прочува из Света гора. Умира на 5 декември 1500 година.